# أميليا أدامو
أميليا أدامو (بالسويدية: Amelia Adamo) هي صحفية ورئيسة تحرير سويدية، ولدت في 24 فبراير 1947 في روما في إيطاليا.